# Spinus lawrencei
Маскированный чиж (лат. Spinus lawrencei) — вид певчих птиц из семейства вьюрковых. Подвидов не выделяют.

## Таксономия
Видовое название дано в честь Джорджа Ньюболда Лоренса.

## Распространение
Гнездятся в Калифорнии и Баха-Калифорния (принадлежит Мексике). Зимуют в юго-западной части США и на севере Мексики.

## Описание
Длина тела 12.1 см, вес около 11 г. (По другим данным, 10-12 см, 9-14 г).
Во время сезона размножения оперение самцов в целом сероватое, спина часто окрашивается в оливково-зелёный цвет, который становится более ярким, желто-зелёным на крупе, с желтым пятном в центральной части груди, желтыми полосами на крыльях. Белое подхвостье; хвост чёрный с субтерминальными белыми пятнами; голова с характерным чёрным лицом.
Самка похожа на самца, за исключением того, что голова полностью серая, желтые участки не такие яркие, а белая область на хвосте менее обширна. Самка также в среднем меньше самца.
Вне периода размножения у обоих полов верхняя сторона тела более коричневая, а нижняя более тусклая. Молодь внешне похожа на самок, но в целом более тусклая с желтыми участками, иногда довольно бледными и редуцированными (некоторые могут выглядеть практически полностью коричневато-серыми), с охристыми крыльями и, в отличие от американских и малых щеглов (Spinus tristis и Spines psaltria), тело с нечёткими прожилками.

## Биология
Питаются семенами, реже фруктами, иным растительным или даже животным кормом. В кладке 3-6 яиц. Самка откладывает их по одному в день. Яйца белые. Самец приносит насиживающей самке пищу.